# Odin Sphere
Odin Sphere é um jogo de Playstation 2 estilo RPG de ação com gráficos em 2D. É considerado o sucessor espiritual de Princess Crown, feito para Sega Saturn com remake para PSP.

## Personagens
Os heróis são caracterizados por usarem todos o mesmo tipo de arma, as Psyphers:
- Gwendolyn - A Valquíria, filha do Demon Lord Odin, ganha sua Psypher(uma lança) de sua irmã Griselda.
- Velvet - A Bruxa, princesa do reino Valantine, sua Psypher é uma corrente com duas pontas.
- Oswald - O guerreiro das trevas, sua Psypher(Adaga) lhe é dada pelo seu pai adotivo, Melvin, do reino das fadas.
- Cornelius - Príncipe de Titania, por conta de uma maldição torna-se um Pooka, ganha sua Psypher(espada) de um ser misterioso no mundo dos mortos.
- Mercedes - A jovem fada princesa de seu reino, ganha seu Psypher(Besta) de sua mãe, Queen Elfaria.

## Enredo
Segundo a própria Vanillaware, desenvolvedora do jogo, esse tem uma tensão diferente da maioria dos RPG, pois nele nem sempre o bem ganha. O enredo é contado através de livros, contendo histórias que se passam ao mesmo tempo e vão se completando, para depois todas se juntarem.